# Thana Bhawan
Thana Bhawan – miasto w północnych Indiach w stanie Uttar Pradesh, na Nizinie Hindustańskiej.
Populacja miasta w 2001 roku wynosiła 31 183 mieszkańców.